# Tissue and Cell
Tissue and Cell is een internationaal, aan collegiale toetsing onderworpen wetenschappelijk tijdschrift op het gebied van de anatomie, morfologie en celbiologie. De naam wordt in literatuurverwijzingen meestal afgekort tot Tissue Cell. Het wordt uitgegeven door Elsevier en verschijnt tweemaandelijks.